# Dentició

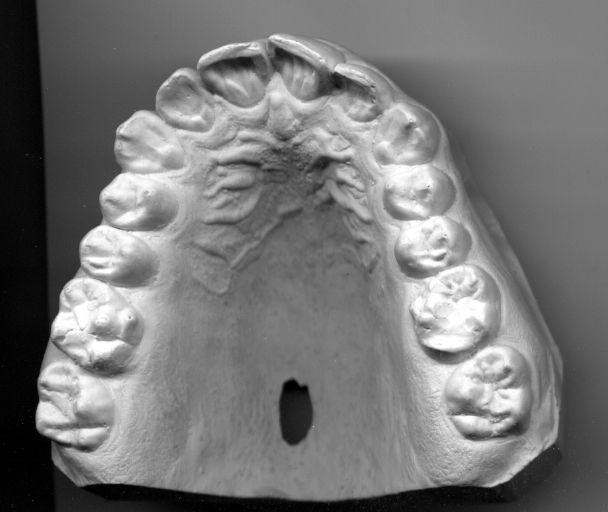
Dentadura humana

La dentició es refereix al desenvolupament de les dents i la seva disposició dins la boca. En particular, és la disposició característica, del tipus i el nombre de dents en una determinada espècie a una determinada edat. Això vol dir, el nombre, tipus i morfo-fisiologia (la forma física) de les dents d'un animal.
Els animals que tenen les dents del mateix tipus, com en la major part dels vertebrats no-mamífers, es diu que tenen dentició homodont, mentre que els animals amb dents que difereixen morfològicament es diu que tenen una dentició heterodont. La dentició d'animals amb dues successions de dents (temporals i permanents) es diuen difiodonts, mentre que la dentició dels animals amb un sol conjunt de dents al llarg de tota la seva vida reben el nom de monofiodonts. La dentició d'animals en els quals les dents contínuament són tretes i reemplaçades al llarg de la vida es diu polifiodont.

## Visió prèvia
La dentició dels vertebrats que s'origina de l'armadura del placoderm engloba la dels actuals rèptils, amfibis, i peixos: que són del tipus homodont i completament susbtituïbles. El patró dels mamífers és significativament diferent. Les dents de la part superior i inferior de la mandíbula en els mamífers han evolucionat de manera que actualment s'ajunten com una unitat. Fan una oclusió que permet de mastegar, tallar, triturar i moldre l'aliment pres."
Tots els mamífers, exceptats els monotremes, els xenartrans, els pangolins, i els cetacis tenen 4 tipus de dents diferents. Hi ha les incisives (per a tallar), les canines, les premolars, i les queixals (per a moldre). Les dents especialitzades - incisives, canines, premolars, i molars - són en el mateix ordre en tots els mamífers
En molts mamífers els infants tenen un joc de dents que cauen i es substitueixen per la dentició adulta. Aquestes dents es diuen dents decídues o dents de llet.

## Fórmula dental
Pel motiu que les dents dels mamífers estan especialitzades en diverses funcions, molts grups de mamífers han perdut les dents que no havien de menester en llur adaptació.
El nombre de dents de cada tipus s'escriu en una fórmula dental per a un costat de la boca o quadrant, amb les dents de la part superior i de la part inferior mostrades en files separades. El nombre de dents en una boca és el doble que la que està llistada atès que hi ha dos costats en una boca. En cada joc, les incisives (I) s'indiquen primer, les canines (C) les segons, les premolars (P) les terceres i finalment les molars (M), que donen I:C:P:M. Així, per exemple, la fórmula 2.1.2.3 per les dents de dalt indica 2 incisives, 1 canina, 2 premolars, i 3 molars en un costat de la part superior de la boca.
Per exemple, les següents fórmules mostren la dentició decídua i permanent de tots els primats catarrins, incloent-hi els humans:
1. Decídua: {\displaystyle (di^{2}-dc^{1}-dp^{2})/(di_{2}-dc_{1}-dp_{2})\times 2=20.}[6]

## Exemples de fórmules dentals
| Espècie                                                                                  | Fórmula dental                                                                             | Comentari |
| ---------------------------------------------------------------------------------------- | ------------------------------------------------------------------------------------------ | --- |
| No placentaris                                                                           | .                                                                                          | Animals no placentaris com els marsupials poden tenir més dents que els placentaris. Per exemple, l'opòssum (sota)                                |
| Cangur                                                                                   | {\displaystyle {\tfrac {3.1.2.4}{1.0.2.4}}}                                                | |
| Cangur rata mesquer                                                                      | {\displaystyle {\tfrac {3.1.1.4}{2.0.1.4}}}                                                | |
|                                                                                          |                                                                                            | |
| Didèlfids                                                                                | {\displaystyle {\tfrac {5.1.3.4}{4.1.3.4}}}                                                | |
| Placentaris                                                                              | .                                                                                          | Alguns exemples d'animals placentaris |
| Armadillos                                                                               | {\displaystyle {\tfrac {0.0.7.1}{0.0.7.1}}}                                                | |
| Ai-ai                                                                                    | {\displaystyle {\tfrac {1.0.1.3}{1.0.0.3}}}                                                | A Prosimian. |
| Teixó                                                                                    | {\displaystyle {\tfrac {3.1.3.1}{3.1.3.2}}}                                                | |
| Eptesicus fuscus                                                                         | {\displaystyle {\tfrac {2.1.1.3}{3.1.2.3}}}                                                | |
| Ratpenat groc rogenc, Ratpenat groc cendrós, Lasiurus seminolus, Mexican Free-tailed Bat | {\displaystyle {\tfrac {1.1.2.3}{3.1.2.3}}}                                                | |
| Gat (decídua)                                                                            | {\displaystyle {\tfrac {di3.dc1.dp3.dm0}{di3.dc1.dp2.dm0}}}                                | |
| Gat                                                                                      | {\displaystyle {\tfrac {3.1.3.1}{3.1.2.1}}}                                                | |
| Vaca                                                                                     | {\displaystyle {\tfrac {0.0.3.3}{3.1.3.3}}}                                                | Les vaques no tenen incisives superiors o canins.                                                                                                 |
| Gos (decídu)                                                                             | {\displaystyle {\tfrac {di3.dc1.dp3.dm0}{di3.dc1.dp3.dm0}}}                                | |
| Gos (permanent)                                                                          | {\displaystyle {\tfrac {3.1.4.2}{3.1.4.3}}}                                                | |
| Eulemur                                                                                  | {\displaystyle {\tfrac {3.1.3.3}{3.1.3.3}}}                                                | Gènere de prosimis. Varecias (gènere Varecia), Cheirogaleus (gènere Mirza), i Lèmur ratolí (gènere Microcebus) també tenen aquesta fórmula dental |
| Euoticus                                                                                 | {\displaystyle {\tfrac {2.1.3.3}{2.1.3.3}}}                                                | Gènere de prosimis al qual pertanyen també els Gàlags.                                                                                            |
| Guineu (vermella)                                                                        | {\displaystyle {\tfrac {3.1.4.2}{3.1.4.3}}}                                                | |
| Porc de Guinea                                                                           | {\displaystyle {\tfrac {1.0.1.3}{1.0.1.3}}}                                                | |
| Hedgehog                                                                                 | {\displaystyle {\tfrac {3.1.3.3}{2.1.2.3}}}                                                | |
| Cavall (decidu)                                                                          | {\displaystyle {\tfrac {3.0.3.0}{3.0.3.0}}}                                                | |
| Cavall (permanent)                                                                       | {\displaystyle {\tfrac {3.0-1.3-4.3}{3.0-1.3.3}}}                                          | La dentició permanant varia entre 36-42. |
| Humana (dents de llet)                                                                   | {\displaystyle {\tfrac {2.1.2}{2.1.2}}}                                                    | |
| Humana (dentició permanent)                                                              | {\displaystyle {\tfrac {2.1.2.3}{2.1.2.3}}}                                                | Aquest patró es comparteix amb els simis i micos del Vell Món (excloent els (Prosimii)                                                            |
| Indri                                                                                    | {\displaystyle {\tfrac {2.1.2.3}{2.0.2.3}}} o {\displaystyle {\tfrac {2.1.2.3}{1.1.2.3}}}. | |
| Lepilemur                                                                                | {\displaystyle {\tfrac {0.1.3.3}{2.1.3.3}}}                                                | Un prosimi. |
| Lleó                                                                                     | {\displaystyle {\tfrac {3.1.3.1}{3.1.2.1}}}                                                | |
| Talp                                                                                     | {\displaystyle {\tfrac {3.1.4.3}{3.1.4.3}}}                                                | |
| Ratolí (casolà)                                                                          | {\displaystyle {\tfrac {1.0.0.3}{1.0.0.3}}}                                                | Perognathus flavescens tenen la fórmula dental {\displaystyle {\tfrac {1.0.1.3}{1.0.1.3}}}                                                        |
| Antropoides del Nou Món                                                                  | {\displaystyle {\tfrac {2.1.3.3}{2.1.3.3}}} o {\displaystyle {\tfrac {2.1.3.2}{2.1.3.2}}}  | |
| Didèlfids                                                                                | {\displaystyle {\tfrac {5.1.3.4}{4.1.3.4}}}                                                | |
| Porc (decidu)                                                                            | {\displaystyle {\tfrac {di3.dc1.dp4.dm0}{di3.dc1.dp4.dm0}}}                                | |
| Porc                                                                                     | {\displaystyle {\tfrac {3.1.4.3}{3.1.4.3}}}                                                | |
| Conill                                                                                   | {\displaystyle {\tfrac {2.0.3.3}{1.0.2.3}}}                                                | |
| Ós rentador                                                                              | {\displaystyle {\tfrac {3.1.4.2}{3.1.4.2}}}                                                | |
| Rata                                                                                     | {\displaystyle {\tfrac {1.0.0.3}{1.0.0.3}}}                                                | |
| Ovella (decidua)                                                                         | {\displaystyle {\tfrac {di0.dc0.dp3.dm0}{di4.dc0.dp3.dm0}}}                                | |
| Ovella (permanent)                                                                       | {\displaystyle {\tfrac {0.0.3.3}{3.1.3.3}}}                                                | |
| Musaranya                                                                                | {\displaystyle {\tfrac {3.1.3.3}{3.1.3.3}}}                                                | |
| Sifakas                                                                                  | See comment                                                                                | Prosimis. |
| Loris prim Nycticebus                                                                    | {\displaystyle {\tfrac {2.1.3.3}{2.1.3.3}}}                                                | Prosimis. |
| Esquirol                                                                                 | {\displaystyle {\tfrac {1.0.2.3}{1.0.1.3}}}                                                | |
| Tarsers                                                                                  | {\displaystyle {\tfrac {2.1.3.3}{1.1.3.3}}}                                                | Prosimians. |
| Talpó (de camp)                                                                          | {\displaystyle {\tfrac {1.0.0.3}{1.0.0.3}}}                                                | |
| Mustela                                                                                  | {\displaystyle {\tfrac {3.1.3.1}{3.1.3.2}}}                                                | |

## La dentadura en arqueologia
El dentat en arqueologia és un important camp d'estudi. La dentadura té molts avantatges respecte a l'estudi de la resta de l'esquelet, la dentició és constant en canvi la resta de l'esquelet pot presentar canvis per l'adaptació.